# Teinomastyx goliathina
Teinomastyx goliathina är en fjärilsart som beskrevs av Rothschild 1913. Teinomastyx goliathina ingår i släktet Teinomastyx och familjen björnspinnare. Inga underarter finns listade i Catalogue of Life.